# Czapnica
Czapnica – potok, prawobrzeżny dopływ Warty. 
Potok płynie w przygranicznym pasie dzielnicy Starołęka na południu miasta Poznania. W obszarze zlewni znajdują się dwa stawy (I – północny, II – południowy), których brzegi są porośnięte przez szuwary trzciny pospolitej, wierzbą, olszą oraz brzozą. Zbiorniki należą do Koła PZW nr 097 Starołęka w Poznaniu.
Na północnym brzegu rzeki istniały pracownie krzemieniarskie w okresie paleolitu i mezolitu. Na południowym brzegu znaleziono w 1950 Skarb z Czapur.